# Francesco Guccini
Francesco Guccini (pronunciación italiana: [franˈtʃesko ɡutˈtʃiːni]ⓘ) (Módena, 14 de junio de 1940) es un músico, escritor, cantautor y actor italiano.
Es uno de los cantautores más importantes de Italia. Debutó en solitario en 1967 con Folk beat n.1, aunque ya en 1959 había escrito algunas canciones de rock y actuado con un grupo. A lo largo de más de cuarenta años, ha publicado otros veinte álbumes. Guccini toca la guitarra sajona, que es la base de la música de muchas de sus composiciones.
Además de componer canciones para sí mismo y para otros intérpretes, ha sido escritor, autor de bandas sonoras y de tebeos. Ha realizado, de igual modo, trabajos de lexicología, lexicografía, glotología, etimología, dialectología, traducción e, incluso, teatro. Además, hasta mediados de los ochenta enseñó italiano en el campus de Bologna del Dickinson College.
Considerado uno de los máximos exponentes del movimiento cantautor italiano, muchas de las letras de sus canciones muestran tal uso del verso que ha llegado a constituir parte de los temarios de literatura en las escuelas italianas como ejemplo de poesía contemporánea. Aparte del éxito de crítica, Guccini goza de una enorme popularidad en la sociedad italiana; siendo considerado por algunos un símbolo para tres generaciones.

## Biografía

### Infancia (1940-1950)
Francesco es hijo de Ferruccio Guccini, empleado del servicio postal italiano y oriundo de Pávana, pueblo del comune toscano de Sambuca Pistoiese, y Ester Prandi, ama de casa nacida en Carpi. Nació en el número 22 de la calle Domenico Cucchiari de Módena, el 14 de junio de 1940, cuatro días después de la entrada de Italia en la Segunda Guerra Mundial. Poco después, su padre fue llamado a las armas, lo que provocó que el pequeño Francesco y su madre se vieran obligados a vivir con sus abuelos paternos, residentes en Pávana. Guccini recordó muchas veces en su obra aquellos años en los Apeninos. Incluso, dedicó a Pávana su primera novela, Cròniche epafàniche. Ha asegurado sentirse muy orgulloso de aquellos parajes de montaña que han servido de telón de fondo a muchas de sus canciones. El fuerte sentido de pertenencia a los lugares de origen de su familia, que describió en la canción Radici, marcaron su poética, convirtiéndose en un tema central de sus escritos y canciones. De ello es ejemplo Amerigo donde narra la pobreza y marginación de un pariente suyo, que había sido emigrante. El final de la guerra permitió el regreso de Guccini a Módena, al lugar que tuvo que abandonar pocos meses después de su nacimiento. Allí volvió junto a su madre en 1945 y, un año después, volvió su padre y retomó su empleo en el servicio de correos.

### Adolescencia (1950-1958)

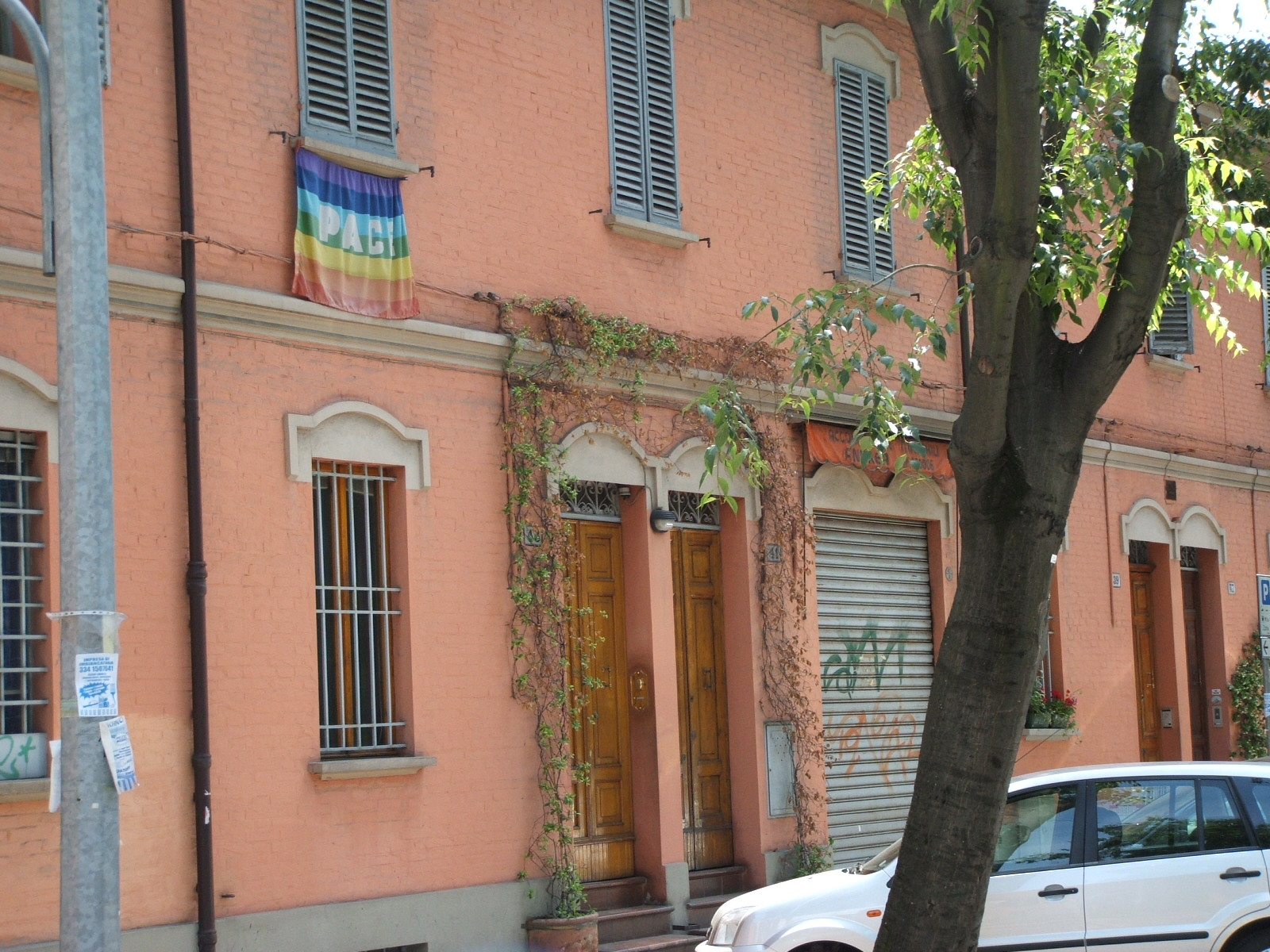
Via Paolo Fabbri, 43, Bologna.

Guccini pasó su adolescencia, que posteriormente contaría en su segunda novela Vacca d'un cane, en la ciudad de Módena, a la que describió con cierta amargura en la canción Piccola città. Estudió en el Instituto Magistral Carlo Signonio, el mismo cuyas aulas ocupó Luciano Pavarotti, hasta que se diplomó en 1958. Guccini no recordó este periodo con alegría: la marcha de Pávana, el lugar donde se crio, y su mudanza a la ciudad, le puso frente a la realidad de una Módena que no le gustaba. Este pesar apareció reflejado en sus letras. Fueron años intensos en su formación cultural y musical; pues fueron de este periodo las vivencias que posteriormente plasmaría en sus canciones sobre la sociedad y la vida cotidiana. Existen otras referencias a Módena en Cencio, donde Guccini recordó con nostalgia a un amigo afectado de enanismo. En 1960 se mudó a Bolonia, al número 43 de la calle Paolo Fabbri en el barrio de la Cirenaica.

### Juventud e inicios en la música (1959-1966)
En este periodo, Guccini vivió su primera experiencia laboral, en un colegio de Pesaro donde fue despedido al poco de empezar. Más éxito tuvo en la Gazzetta di Modena, donde ejerció durante dos años como periodista, un trabajo según él "agotador". Su ámbito se centró, sobre todo, en el periodismo judicial, aunque destacó una entrevista de abril de 1960 a Domenico Modugno, cantautor que había ganado las ediciones de Sanremo de los dos años anteriores. Esta entrevista empujó a Guccini, que ya era músico y compositor de canciones de rock, a escribir su primera canción como cantautor: L'antisociale. Entre tanto, estudiaba en la facultad de Magisterio sin llegar a terminar la carrera.
Guccini dio sus primeros pasos como cantante y guitarrista en una orquesta que tocaba en locales de baile de carácter popular, de la cual formaban parte Pier Farri como batería y Victor Sogliani. Esta formación, nacida en 1958 se llamó, en primer lugar Hurricanes y, posteriormente, Snakers. Tras la unión con Marino's de Alfio Cantarella, pasó a denominarse Gatti. Con Snakers, Guccini escribió sus primeras canciones, como Ancora o Viola come gli occhi di Angelica. Estas canciones, ambas de rock, estaban inspiradas en las de Peppino Di Capri y en las de Everly Brothers. Durante dos años, el grupo firmó muchos contratos, recorriendo el Norte de Italia e, incluso, Suiza. Allí, Guccini acompañó como guitarrista a Nunzio Gallo, ganador junto a Claudio Villa del Festival de Sanremo del 57.
A finales de 1961, la familia de Guccini se mudó a la calle Massarenti de Bolonia donde Francesco estudió un tiempo con Alfio Cantarella y estudió en la Facultad de Lenguas de la Universidad de Bolonia. En julio de 1962, Guccini marchó para realizar el servicio militar, que prestó en Lecce y en Trieste. Como recordó él mismo, se trató de una experiencia muy positiva. Poco después de partir, escribió algunas canciones, muchas de las cuales desechó, por considerarlas meros intentos, simples tentativas. De esta etapa son canciones como La ballata degli annegati y Venerdì Santo.
Durante la ausencia de Guccini, los Gatti se habían unido a los Giovani Leoni de Maurizio Vandelli, dando lugar en 1964 a Equipe 84. Tras regresar del servicio militar, Guccini rechazó continuar en el grupo para proseguir con sus estudios, los cuales acabó abandonado cuando le faltaba ya poco para conseguir acabarlos (en 2002 le fue concedida una honoris causa en Ciencias de la Formación). Para su maduración musical y artística, resultó decisiva la influencia del grupo turinés Cantacronache (de Fausto Amodei, Sergio Liberovici e Michele Straniero). Se interesó por el beat (en este periodo Guccini descubrió a Bob Dylan) y escribió Auschwitz, subtitulada La canción del niño en el viento. También escribió È dall'amore che nasce l'uomo, que sería llevada al éxito por Equipo 84 (que ya había grabado L'antisociale en enero de 1966), y Noi non ci saremo, que sería grabada por Nomadi. Guccini, por lo tanto, tuvo un comienzo doble: con Equipo 84 y con los Nomadi.

### El debut (1967-1971)
En 1967 la casa discográfica CGD le propuso participar en el Festival de Sanremo de aquel año, como autor de la música de la canción Una storia d'amore. Para interpretarlo fueron elegidas dos cantantes de la casa, Caterina Caselli y Gigliola Cinquetti pero la canción no superó la selección. Como aseguraría Roberto Vecchioni (que en aquel momento, también trabajaba para CGD), la casa impuso a dos letristas (Daniele Pace y Mario Panzeri) para intentar modificar la letra. Guccini acató la decisión pero, desde ese momento, renunció a futuras colaboraciones. La canción fue grabada por ambas cantantes (Cinquetti en el álbum La rosa nera y Caselli en Diamoci del tu).
Su primer trabajo como cantautor (Folk beat n.1) llegó unos meses después, en marzo de 1967. En el disco, que tuvo un éxito prácticamente nulo, se percibían ya características de su estilo artístico, de canciones con escasos arreglos y temas duros como la muerte, el suicidio, la baja consideración social, el holocausto y la guerra. Aparece, también, un experimento de talking blues hecho "a la italiana"; estilo que, posteriormente, retomó en una canción de su álbum Opera buffa. Entre las canciones del primer disco, se encuentran tres que ya habían tenido éxito con Nomadi y Equipe 84: Noi non ci saremo, L'antisociale, y Auschwitz. Esta última, será traducida al inglés y cantada por Equipe 84 y, muchos años después, por Rod MacDonald en el álbum Man on the Ledge (1994). Hubo, además, otra canción (In morte di S.F., registrada en la Siae como Canzone per un'amica) que sería también grabada posteriormente por los Nomadi.
Caterina Caselli, el 1 de mayo de 1967, poco después de la salida del disco, lo invitó al programa televisivo Diamoci del tu, que presentaba junto a Giorgio Gaber. En este debut televisivo, cantó Auschwitz. Allí cantó también otro cantautor, a la sazón desconocido: Franco Battiato. En aquel periodo, Guccini escribió diversas canciones para Caselli, como Le biciclette bianche o Incubo Nº3. Sin embargo, fueron los Nomadi quienes llevaron al éxito otra de las canciones de Guccini: Dio è morto (que también lanzó, simultáneamente, Caterina Caselli, con algunas diferencias en la letra). Fue una canción con una letra tan universal que superó cualquier límite ideológico; lo que le trajo elogios, incluso, del papa Pablo VI (cabe señalar que fue transmitida por Radio Vaticana, aunque en su tiempo estuvo censurado por la RAI por blasfemia).
Al año siguiente, Guccini volvió a los estudios, publicando un vinilo con dos canciones: por un lado, Un altro giorno è andato, que fue modificada y hecha en acústico en 1970 e incluida en L'isola non trovata, y, por otro, Il bello, que fue tocada en directo en Opera buffa, tras haber sido interpretada por Lando Buzzanca. Mientras, Guccini seguía componiendo canciones para Nomadi, Bobby Solo, Caterina Caselli y otros artistas. En diciembre de 1968, debutó oficialmente en directo, con un concierto en La Cittadella de Asís, un centro cultural católico de tendencia progresista. Entre 1967 y 1968, trabajó también como publicista, colaborando con eslóganes, usando a Salomone pirata pacioccone, un mítico dibujo animado del programa de televisión Carosello. En esa misma línea, al amparo de Carosello, escribió una canción para niños que sería cantada por Le Sorelle e hizo conocer al gran público al dibujante Bonvi. Guccini recordó todo este periodo en su canción Eskimo.
1970 fue el año de Due anni dopo, grabado el año anterior, un álbum de tono inquieto y aire existencialista, que dejó a un lado, salvo por Primavera di Praga, la temática de la protesta y que, por sus temas y léxico, se encuentra muy cerca de la poética de Giacomo Leopardi. Muestra un artista más maduro que sus obras anteriores aunque aún posee un cierto toque juvenil. El centro narrativo del disco, de clara influencia francesa, es el tiempo que pasa y la vida cotidiana, analizada desde la dimensión de la hipocresía burguesa.
Con este disco, comenzó un proceso de colaboración que duró casi diez años, con la cantante folk americana Deborah Kooperman la cual, a pesar de no ser una verdadera guitarrista, imprimió a la obra guccinesca un nuevo estilo basado en arpegios; poco usado en la Italia del momento. Poco después, y dejando a su novia en Italia, Guccini viajó a EE. UU. con Eloise Dunn, a quien conoció en el Dickinson College de Bolonia, donde enseñaba y a quien, años después, le dedicaría la canción 100 Pennsylvania Ave. Cuando acabó esta relación, volvió a Italia con su característica barba, que desde entonces ya no se afeitaría. Se reconcilió con la que era su novia, Roberta Baccilieri, y se fueron juntos de vacaciones a la isla de Santorini, donde se tomaron una foto que ha utilizado en diversas ocasiones con fines comerciales.
En otoño comenzó la grabación de un nuevo disco que se publicó once meses después que el anterior. Su título, L'isola non trovata hacía referencia a Guido Gozzano. Otra referencia literaria en el disco señalaba a J. D. Salinger en La collina. Destacaron de aquel disco Un altro giorno è andato, que volvería a ser grabada dos años después; L'uomo y L'orizonte di K.D. (Karen Dunn, la hermana de Eloise). La fama de Guccini comenzó a expandirse fuera de Bolonia: pasó de tocar en osterie a teatros. Participó en el programa televisivo Speciale tre milioni, donde se hizo amigo de Claudio Baglioni. En 1971, tras algunos meses de convivencia, se casó con Roberta (a quien, como ya se ha señalado, dedicó la canción Eskimo).

### El éxito (1972-1980)
El gran salto artístico se dio en 1972 con la publicación de Radici que contenía alguna de sus canciones más conocidas, como La locomotiva, inspirada en un suceso real y en la que reflexionaba sobre temas como la justicia social, la igualdad o la libertad, con un estilo similar al de los poetas cercanos a los movimientos obreros del siglo XIX. El hilo conductor del álbum, como sugería el título, era la eterna búsqueda de las propias raíces, simbolizada también en la portada del disco, donde estaban representados los antepasados de Guccini. La crítica definió el disco como contemplativo y onírico y lo consideraron una de sus grandes obras. El mismo año, Guccini llevó a EMI a un paisano suyo del que había escuchado algunas canciones que le han llamado la atención: se trataba de Claudio Lolli, con quien colaborará posteriormente en dos canciones.
En 1973 publicó Opera buffa, grabado en Roma y Bologna, con un tono goliardo y vividor, que resaltaba su habilidad como cabaretista, y que se ha definido como "irónico y teatral, culto y cancioneril". La idea de grabar canciones de este tipo en vivo nunca fue del agrado de Guccini. A pesar de ello, el disco en directo es un testimonio claro del modo en el que Guccini ha afrontado siempre los conciertos a lo largo de su carrera: como un cabaret en constante renovación, representaciones teatrales en las que dialoga e interactúa con el público. Esta vena cabaretista se percibía claramente en canciones como Addio, Cirano o Il sociale e l'antisociale.
El año siguiente fue el turno de Stanze di vita quotidiana, un álbum controvertido que provocó respuestas muy diversas entre críticos y fanes. El disco, compuesto por seis largos temas melancólicos reflejó el periodo de crisis profunda que Guccini estaba viviendo, agrabada por los continuos conflictos con el productor Pier Farri. Fue especialmente dura la crítica de Riccardo Bertoncelli que, sin dudarlo lo más mínimo, dijo que Guccini era «un artista acabado, al que no le queda ya nada que decir». La respuesta llegó algún año después, con la canción L'avvelenata.
Solo muchos años después fue reconocido el valor artístico del disco. Por ejemplo, en las pruebas de selectividad italianas de 2004, apareció Canzone per Piero junto a textos de Dante y Raffaello para que los alumnos realizaran un ensayo sobre la amistad. Respecto a la letra de la mencionada canción, voluntariamente o no, se evidenciaba como fuente el diálogo de Plotino y Porfirio de las Operette morali del poeta Giacomo Leopardi cuya poética, por otra parte, influyó en todo el disco.
El éxito comercial llegó en 1976, el año de Via Paolo Fabbri 43, un álbum que acabó entre los cinco primeros puestos de los más vendidos del año. Era una obra más madura, decidida y segura y la estructura musical más compleja que la de los discos precedentes. Es, precisamente en este disco, donde aparece la mencionada canción L'avvelenata que responde con rabia a las críticas de Bertoncelli. En los años siguientes, Guccini mostró ciertas reticencias a tocarla en directo, principalmente porque se había convertido casi en una exigencia del público y porque estaba demasiado ligada a un determinado contexto temporal en su contenido. También fue especialmente representativa la canción homónima del disco, que era una descripción abstracta de la vida de Guccini en Bologna, con referencias a sus artistas predilectos como Borges y Barthes o De Gregori, De André y Venditti. Es también reseñable que el propio Guccini se reconocía muy unido a la canción Il pensionato.
No faltaban en el álbum momentos de lirismo: Canzone quasi d'Amore, ligado a la poética existencialista. También aparecía su faceta de cuentacuentos en la canción Il pensionato, que narraba la historia de un vecino suyo, ya jubilado, y que llevaba a una reflexión sobre la triste situación psicológica de algunos ancianos.
Dos años después llegó Amerigo (1978, en el que se incluía Eskimo, inspirada por la separación de su mujer, Roberta). La canción que daba nombre al disco contaba la historia de un tío emigrante del autor. El 6 de octubre de 1977 el semanario Grand Hotel, sin comunicarle nada a Francesco, le dedicó una portada bajo el título El padre que todos los jóvenes hubiéramos querido tener. El cantautor no reaccionó muy positivamente a la iniciativa, llegando a declarar que no entendía el motivo de la afinidad de un público de chicos de dieciséis años con unas canciones pensadas para un público de treintañeros. En un concierto realizado días después, algunos espectadores desilusionados ironizaron sobre la figura del autor por haber acabado en una revista femenina, a lo que Guccini contestó: «Esto no es nada, veréis cuando escriban: "Lyz Taylor grita a Guccini: ¡Devuélveme mi hijo secreto!». Entremedias, comenzó una relación con Angela, con quien, en 1978 tuvo a su hija Teresa, a la que años después dedicaría las canciones Culodritto y E un giorno...).
Guccini acabó la década grabando Album concerto con i Nomadi. La particularidad de la recopilación fue la interpretación a dos voces con Augusto Daolio y la presencia en el disco de canciones escritas por él que nunca habían sido grabadas. También en 1979, Guccini participó en un concierto homenaje a Demetrio Stratos, fallecido pocos días antes, cambiándole el nombre para la ocasión a la canción In morte di S.F., que presentó como Per un amico.

### Metrópoli, viajes y retratos (1981–1989)

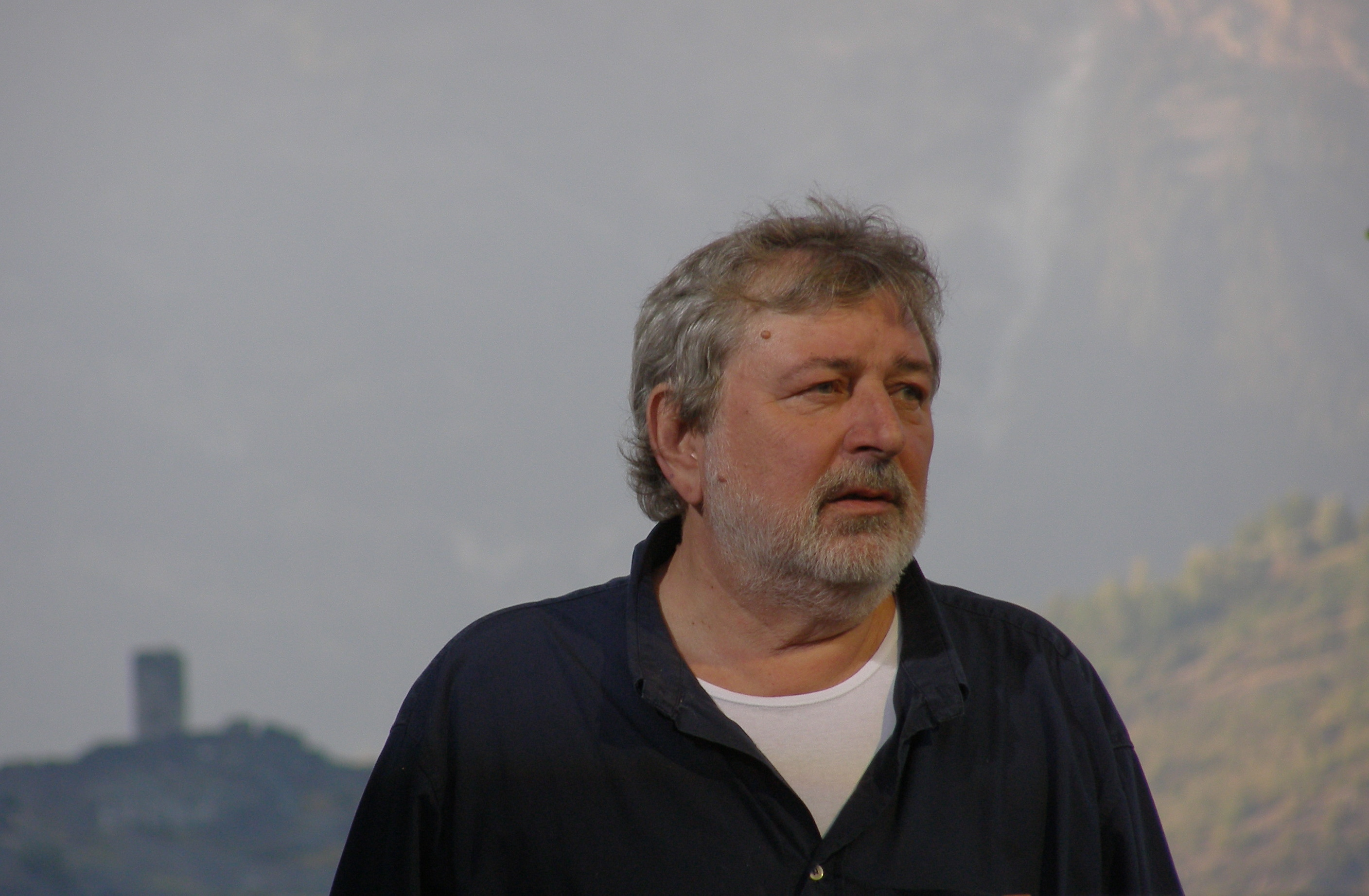
Desde hace años Guccini vive de forma estable en Pàvana (Pistoia) y solo ocasionalmente se dirige Módena o Bolonia donde, de todas formas, posee casa

Guccini abrió los años ochenta con Metropolis, álbum al cual, ha afirmado ser al que está menos ligado, junto a Stanze di vita quotidiana. El hilo conductor del disco era la descripción de algunas ciudades de importante valor simbólico: Bizancio, Venecia, Bolonia y Milán. La historia de las ciudades y sobre todo la incomodidad de la vida en la polis se unían en un juego de acontecimientos históricos y de interconexiones de significado simbólico. Los arreglos musicales estuvieron más presentes, ahora ya lejanos de los estereotipos del folk. De hecho, se incluyeron intersecciones de saxo, guitarra, bajo, batería, clarinete y flauta. Volvió el tema de la travesía o lo que él definía como «la imposibilidad y la inutilidad de viajar». En el disco Guccini retomó una canción de la Asamblea Musical Teatral, escrita por Gian Piero Alloisio, Venecia (para la que realizó algunas pequeñas modificaciones al texto). Destacó, entre las canciones del disco, Bisanzio, compleja composición definida por Jachia como «conmovedora y soñadora».
Bizanzio estuvo representada por Guccini como cruce de caminos glamuroso pero agobiante, al límite entre dos continentes y dos eras, con tonos a veces apocalípticos. En ella, el protagonista, Filemazio, (identificado con Guccini), percibía la decadencia de su civilización, paralelamente a la occidental, y cómo se acercaba su fin. La canción estaba ambientada en la época del emperador Justiniano I y contaba con muchas referencias históricas al periodo que Guccini ha explicado en varias ocasiones. Una de las inspiraciones para esta canción fue Historia secreta de Procopio de Cesarea. Otras canciones dignas de nota en el disco fueron Venecia y la balada Bolonia. En el mismo año de la publicación de Metropolis, Guccini fue autor, con Giorgio Gaber, Sandro Luporini y Gian Piero Alloisio, del espectáculo Las últimas travesías de Gulliver, llevado a la escena por Alloisio con Ombretta Cuellos. En 1981 escribió la canción Palabras, incluida además por Alloisio en su álbum Debía hacer del cine (en el cual está presente también la canción Gulliver del espectáculo Las últimas travesías de Gulliver, que el mismo Guccini incluirá en el álbum Guccini). También en 1981 Guccini, después de haberlas conocidas en el Club Tenco, presentó a las Gemelas Nete y Renzo Arbore, contribuyendo al lanzamiento nacional del dúo piamontés.
También en el siguiente disco (titulado Guccini) trató las mismas temáticas, destacando el tema de la travesía y de la incomodidad metropolitana representados en Gulliver y en Argentina. Una canción «clásica» de Guccini, que fue presentada en este disco es Autogrill, que narra una historia de amor. Más rebuscada y particular resultó ser Shomèr ma mi llailah? ("Centinela, ¿cuánto queda de la noche ?"), inspirada en la Biblia (Isaia 21, 11). Otro tema para el recuerdo es Inutile, que narraba la jornada pasada en Rimini, en marzo, por dos novios. La gira que siguió este disco fue el primero en el cual se exhibió con un grupo: hasta entonces, Guccini actuaba solo o acompañado de uno o dos guitarristas (al inicio con Koopermann, luego con Biondini y finalmente con Villotti y Biondini). Siguió, en 1984, el álbum Fra la via Emilia e il West. Muchos de los éxitos publicados en el álbum fueron grabados en directo, principalmente de un concierto en la plaza Mayor de Bolonia donde Guccini estaba acompañado, aparte de por su banda, de huéspedes ilustres como Giorgio Gaber, Paolo Conde, Lucio Dalla, los Nomadi, Roberto Vecchioni y el Equipe 84, que se volvió a reunir para la ocasión.
El 1987 fue el año de Signora Bovary, un álbum cuya particularidad residía en que sus canciones eran retratos de personajes de la vida de Guccini. Van Loon era su padre, Culodritto era su pequeña Teresa (hija nacida en el 1978) y la Signora Bovary era él mismo. El autor de la canción Keaton fue por su amigo Claudio Lolli, con unas modificaciones de Guccini, que la firmó como coautor. El disco marcó un importante cambio de rumbo, sobre todo por lo que concierne la composición musical. Se trataba de un trabajo mucho más fino y pulcro, con melodías y arreglos más complejos. La más destacable de las canciones era Scirocco, que ha recibido varios reconocimientos, y en la que se hablaba de un episodio de la vida de Adriano Spatola, apodado Baudelaire (poeta amigo de Guccini, que había sido ya mencionado en la canción Bologna), y de su separación de Giulia Niccolai. En el 1988 Guccini publicó un disco de sus canciones de los años sesenta arregladas para la ocasión con la incorporación de la inédita Ti ricordi quei giorni. En el título citó la novela Veinte años después , llamándolo Quasi come Dumas, que fue grabada en directo, en el 1988, en el PalaTrussardi de Milán, en el Palasport de Pordenone y en el Teatro de la Institución Cultural de la Embajada de Italia en Praga. También en 1988 compuso con su amigo Lucio Dalla la canción Emilia, perteneciente al álbum Dalla/Morandi y cantada por los Dalla y Guccini junto a Gianni Morandi. La canción fue incluida también por el mismo Guccini en su álbum Quello che non... (1990) , con un final ligeramente modificado.

### Negaciones, amores y dudas (1990–1999)
Quello che non... (1990) fue un álbum en el que se continuó con la poética anterior, en el cual Guccini interpretó un conjunto de canciones entre las cuales destacan Quello che non y Canzone delle domande consuete, cuyo valor poético y literario estuvo confirmado posteriormente por el premio de "mejor canción del año" del Club Tenco. Tres años después, en 1993, llegó el turno de Parnassius Guccinii (que retomaba el nombre científico de la homónima mariposa dedicada al cantante emiliano) donde se colaban títulos como Samantha, una historia de un amor no realizado a causa de las convenciones sociales, y Farewell, balada con influencias de la música de Bob Dylan. Es más, en esta última canción había un homenaje y una cita directa de la canción Farewell Angelina de Bob Dylan, de la cual se tomaba un verso (The triangle tingles, and the trumpet plays slow) y la introducción instrumental inicial. El mismo título recordaba la canción y era una referencia a su compañera Angela, contando el fin del romance entre ella y Guccini. Como afirma Jachia, «el esfuerzo gigantesco, poético y cultural, de Guccini ha sido el abrir la más alta tradición de la poesía italiana a la balada de ascendencia dylaniana». Del disco formaban parte también Canzone per Silvia, escrita para Silvia Baraldini, y Acque, segunda canción de Guccini escrita por encargo (después de Nené del 1977), respondiendo a una petición de Tiziano Sclavi e incluida en la película Nero.
Tres años después (1996) Guccini publicó D'amore di morte e di altre sciocchezze, otro éxito de ventas. En él se incluían los intensos versos de Lettera, dedicada a dos amigos fallecidos: Bonvi y Victor Sogliani. Entre las canciones de mayor éxito del disco destacaba Cyrano (con música de Giancarlo Bigazzi y letra de Beppe Datas, y modificada por Guccini, que de todas formas firmó como coautor), libremente inspirada en la famosa obra teatral. Se trataba de una canción que el mismo Guccini definió de «seriedad juglaresca». Respecto a las demás canciones, se pueden recordar I Fichi, que recuperaba la tradición de los goliardos y que en realidad ya había sido hecha pública en televisión veinte años antes, en el programa Onda libre de la Rai 2, presentado por Roberto Benigni; Vorrei, dedicada a su nueva pareja, Raffaella Zuccari; Quattro stracci, que hablaba del fin de su romance con Angela, pero en una forma mucho más dura que en Farewell; y, por último, Stelle, sobre el sentimiento de impotencia del hombre que toma conciencia de su irrelevancia ante el cielo nocturno. En 1998, su casa discográfica, la EMI Italiana, para celebrar su treinta aniversario, publicó una serie de discos en directo de sus artistas más representativos, entre los que se encuadraba Guccini Live Collection. El cantautor dio el visto bueno a la publicación pero no estuvo involucrado en el proyecto y se quejó mucho por un vistoso error gramatical en la carátula.

### Personajes y narraciones (2000-2010)

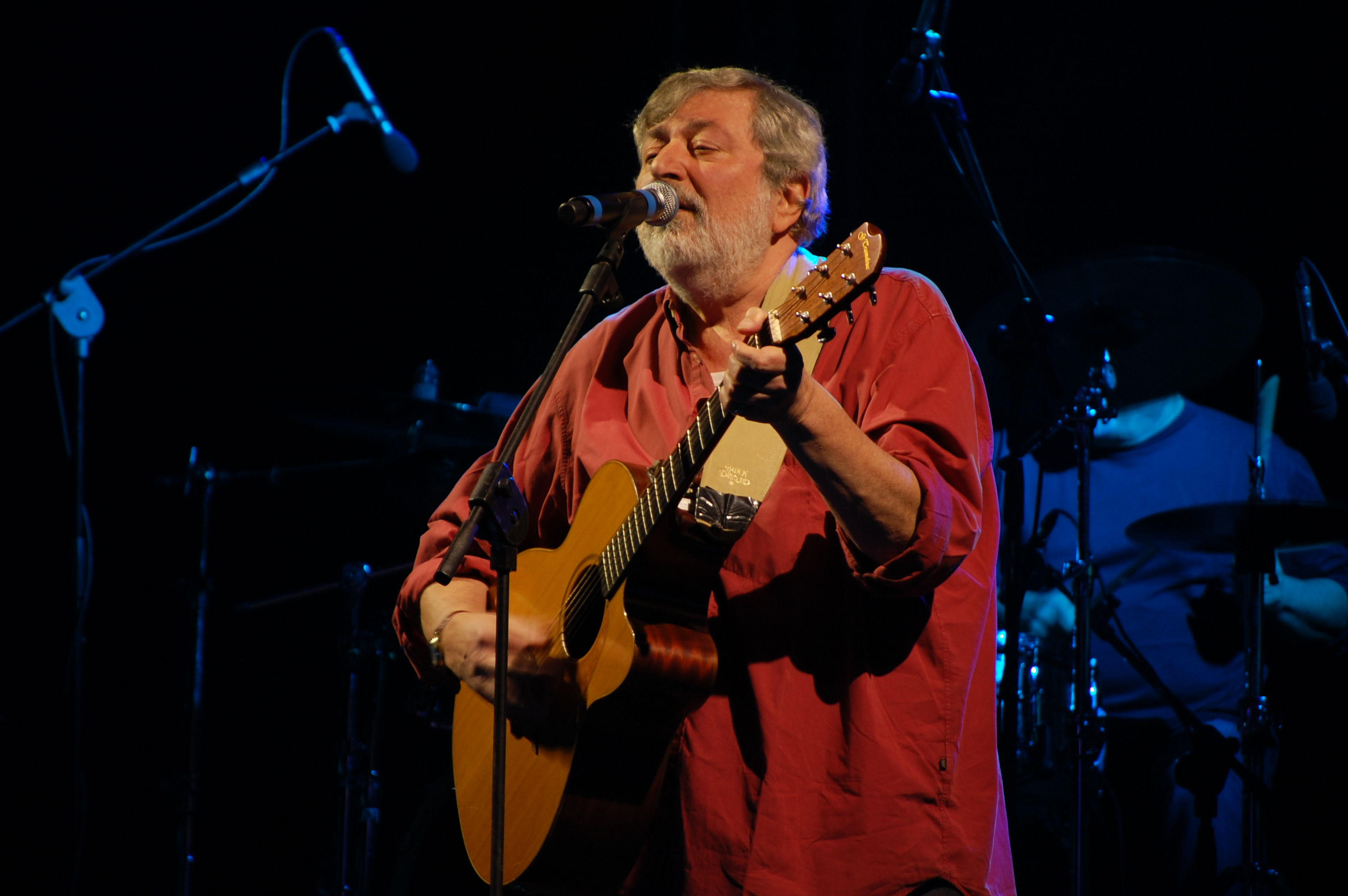
Guccini posee una voz de Barítono con un claro rotacismo (la "erre francesa").

El cantautor inauguró el siglo XXI con Stagioni, álbum que tenía como temáticas los diversos ciclos estacionales y en el que se ubicaban canciones como Autunno, Ho ancora la forza (escrita con Ligabue), Don Chisciotte (en la que Guccini cantaba con su guitarrista representando a don Quijote y Sancho Panza) y Addio, definida por muchos como una "nueva Avvelenata", pero con ecos de madurez y un mensaje universal. La gira de conciertos del disco Stagioni tuvo un éxito inesperado, gracias sobre todo la gran afluencia de una audiencia muy joven, que consagró a Guccini como un "artista de referencia" de tres generaciones. Valgan como ejemplo las palabras de Cerami que se mostró «sorprendido, casi incrédulo, y sobre todo muy feliz de ver a miles de chiquillos en sus conciertos.» El disco salió también en vinilo, en una edición especial limitada. Algunas canciones del disco siguiente, Ritratti (2004), estaban caracterizadas por diálogos imaginarios con personajes históricos como Ulises, Cristóbal Colón y Che Guevara. La canción que abría el disco, Odysseus, tenía una letra considerada entre las mejores de su carrera, con versos profundos que transmitían la sensación del largo viaje y numerosas citas de la Odisea.

El álbum proseguía, pasando de Una canzone, hasta una pista dedicada a Carlos Giuliani, manifestante asesinado en 2001 en los enfrentamientos del G8 de Génova. Dicha canción (La tua libertà, 1971) recordaba la atmósfera de L'isola non trovata. Ritratti consiguió no solo buenas críticas sino también un buen éxito de ventas: el CD llegó en dos semanas a encabezar las listas de ventas italianas, y permaneció en esa posición un total de dieciocho semanas. En 2005 salió el disco del vivo Anfiteatro Live, grabado el año anterior en el anfiteatro de Cagliari. El doble CD estaba acompañado también de un DVD con la grabación íntegra del concierto. Las ventas fueron muy altas: durante 22 semanas lideró las listas de ventas. Por otra parte, también 2006 fue un año en el cual se habló mucho de Guccini, y no solo por su actividad artística: recibió un voto en las elecciones a Presidente de la República Italiana. Aquel año se publicó un triple CD con una recopilación de sus 40 años de carrera, representada por 47 canciones, agrupadas bajo el nombre The Platinum Collection. El 3 abril del mismo año, Guccini, publicó para la EMI France Nella Giungla, un sencillo que hablaba del secuestro de Ingrid Betancourt,y que era en realidad una traducción de una canción escrita por Renaud Sechan en el 2005, con música de Jan Pierre Bucolo. También en 2006 presentó la Compañía Teatral Pavanese que representaría la Aulularia de Plauto, traducida por él mismo del latín a la lengua de su zona natal. El 30 de marzo de 2007 recibió en Catanzaro el "Erizo de Plata" de la revista Fatti di musica dirigida por el promotor musical Ruggero Pegna, reservado a los más grandes autores italianos. En octubre llegó a las librerías la biografía oficial de Guccini, Portavo allora un eskimo innocente, de la pluma de Máximo Cocido y bajo el sello de Giunti Editori. En la gira del mismo año Guccini presentó una nueva canción sobre la resistencia italiana (Su in collina), que fue incorporada posteriormente a su disco L'ultima Thule.

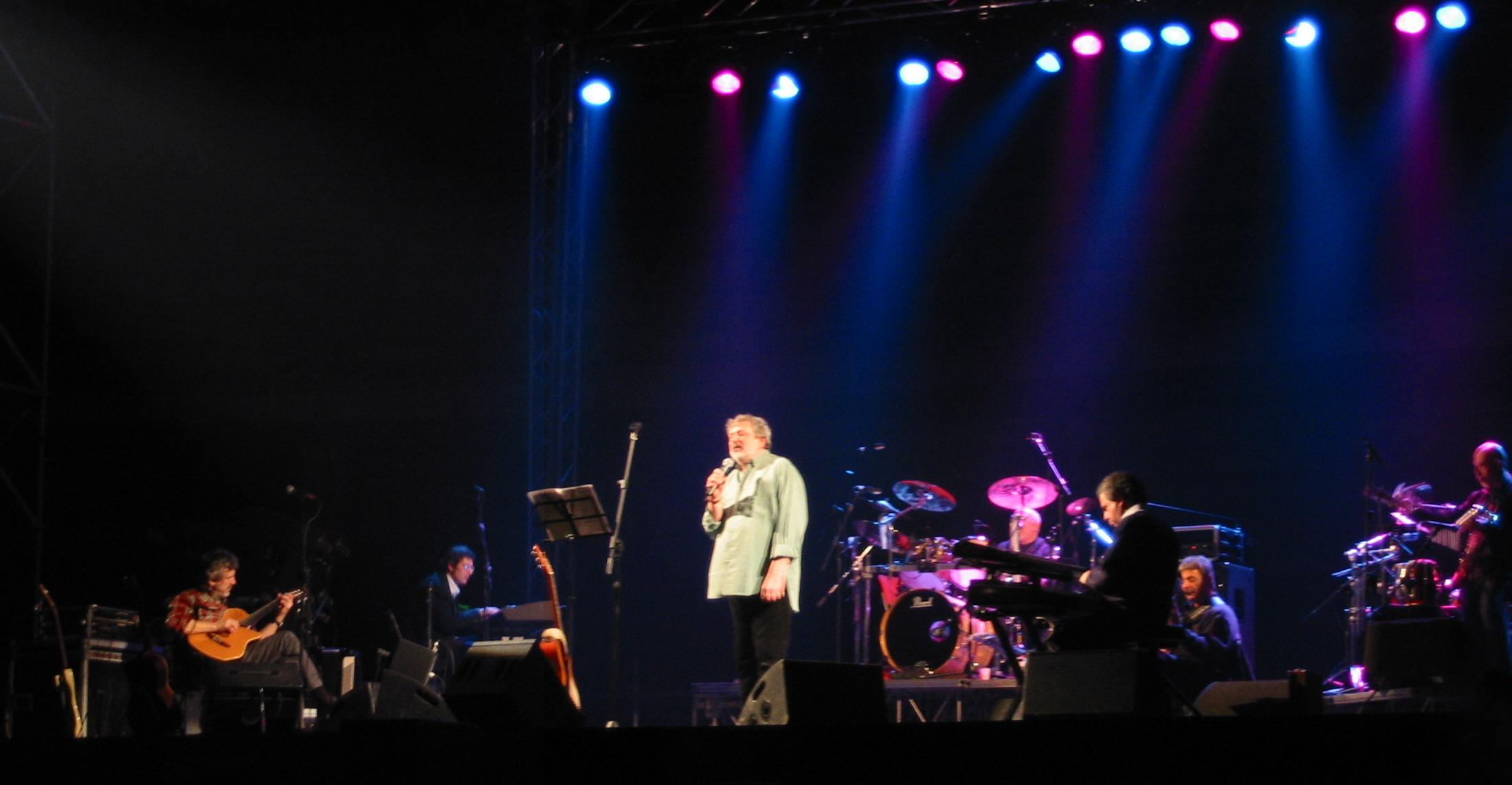
Guccini en concierto en el Palaghiaccio de Marino, marzo de 2003. De izquierda a derecha: "Flaco" Biondini (guitarra), Roberto Manuzzi (teclado), Francesco Guccini, los exmiembros de The Pleasure Machine (Ellade Bandini (batería), Vence Tempera (teclados) y Ares Tavolazzi (bajo)), y Antonio Marangolo (saxo).

Hablando de este disco futuro, que aún no se había publicado, Guccini, reveló que había escrito ya una canción dedicada a Pàvana (Canzone di Notte n. 4) además de Il testamento di un pagliaccio que narraba las últimas voluntades de un payaso a punto de morir. En un artículo del 21 de abril de 2008, en el periódico La Stampa se decía que el autor había dejado de fumar y había empezado a engordar a causa de la abstinencia, perdiendo, además, la inspiración. Guccini, en cambio, desmintió la noticia en el programa Che tempo che fa, el 18 de mayo de 2008.
En marzo de 2010 la Mondadori publicó Non so che viso avesse, una autobiografía de Guccini que contenía, en la segunda parte del volumen, un ensayo crítico a cargo del profesor Alberto Bertoni. En el álbum Arrivederci, mostro! de Luciano Ligabue estaba presente la canción Caro il mio Francesco, dedicada a Guccini. En la letra translucían evidentes críticas a una parte del ambiente musical, caracterizada por el snobismo y la incoherencia., como criticaba el mismo Guccini en L'avvelenata. El 28 de septiembre de 2010 salió además Storia di altre storie, otro álbum de recopilación del cantautor de Módena, con las canciones seleccionadas por él, junto a una nota introductoria firmada por Riccardo Bertoncelli (el crítico que consideraba a Guccini acabado y que fue citado por el cantautor en L'avvelenata). En noviembre del 2010 salió el álbum Chocabeck del cantante emiliano Zucchero, en el que aparecía la canción Un soffio caldo, con letra de Guccini.
El 2010 fue también el año en el que Davide Donados dedicó a Guccini una especie de planta recientemente descubierta: se trata de un cactus mexicano, Corynopuntia guccinii. El motivo de la dedicatoria fue que en 2008, solo, en medio de una llanura desértica de México, Donados estaba escuchando música del cantautor para amenizar un poco la exploración. Mientras sonaba Incontro de Guccini encontró la planta desconocida. En junio de 2010, coincidiendo casi con los 70 años de Guccini, la planta dio una flor roja, algo único para el género de las Corynopuntia, que son cactus que generalmente dan flores amarillas. "No podía dedicársela a otros" escribió Donados en el artículo botánico.

### Las últimas apariciones discográficas (2011-2017)

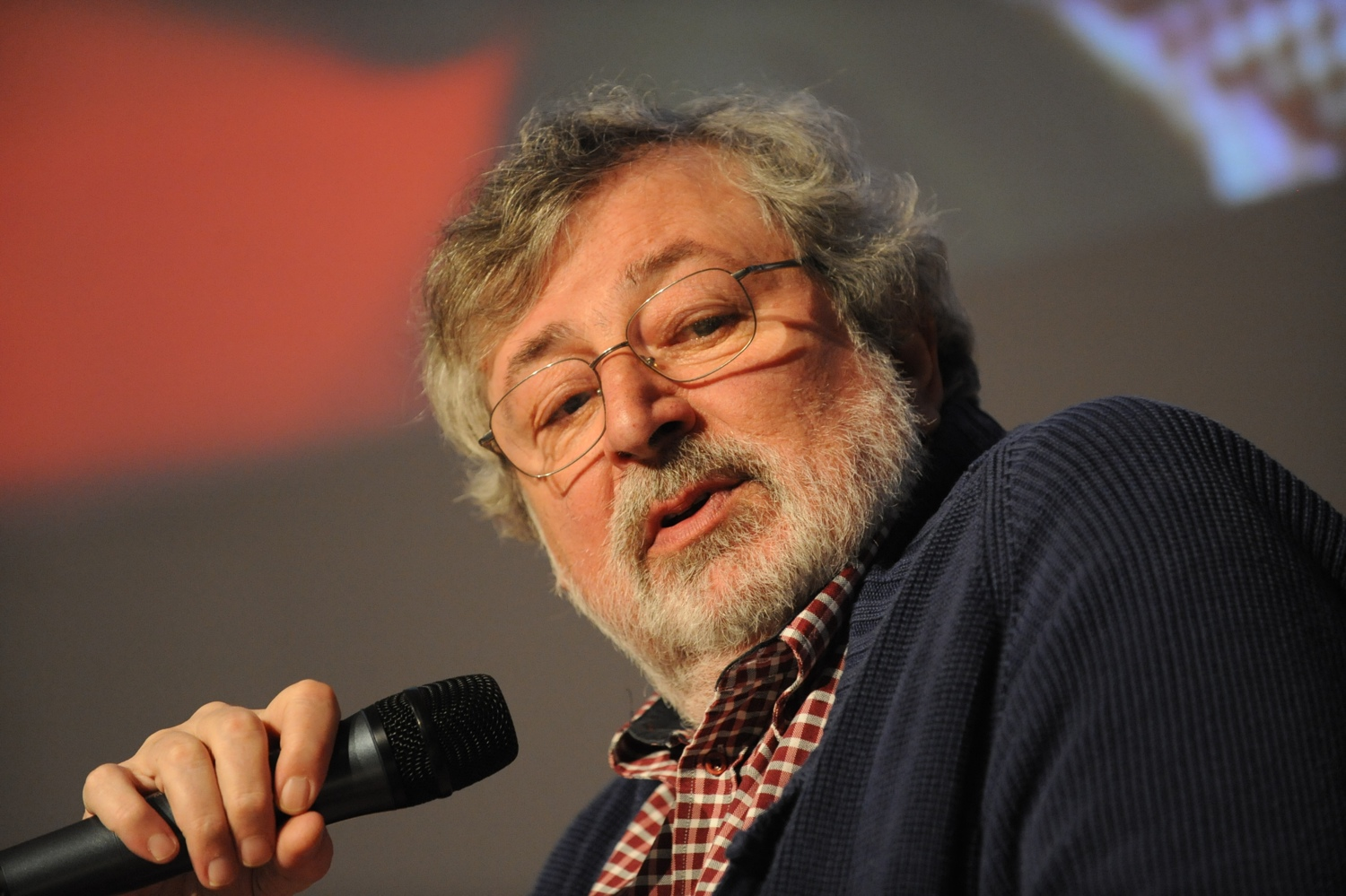
Guccini en el Premio Chiaria en 2010.

El 21 de abril de 2011 el cantautor se casó en Mondolfo en segundas nupcias con Raffaella Zuccari, su compañera de vida en los últimos quince años.
En 2012 Guccini volvió al foco mediático, cantando en el álbum de Enzo Avitabile Black tarantella la parte de letra en dialecto emiliano (escrita por el mismo cantautor) de la canción Gerardo nuvola 'e povere, historia de la muerte en Emilia de un trabajador del sur emigrado y que se adjudicaría el Premio Amnesty Italia como canción que en 2012 sabe sacudir mejor las conciencias y hacer reflexionar sobre los derechos humanos. En junio el cantautor decidió sumarse con Azúcar, los Nómadas, Laura Pausini, Luciano Ligabue, Cesare Cremonini, Nek y los Modena City Ramblers al Concierto para la Emilia, realizado en Bolonia el 25 de junio de 2012 en el Estadio Renato Del Ara para recoger fondos para ayudar a las poblaciones golpeadas por los seísmo. Esta sería la última actuación de Guccini.
En noviembre de 2012, después de una larga gestación, salió el álbum L'ultima Thule. El disco vendió aproximadamente 100.000 copias solo en diciembre, y a finales de 2013 había conseguido el segundo disco de platino por sus más de 120.000 copias vendidas. A pesar del rotundo éxito obtenido y los llenos en cada concierto, Guccini declaró no querer grabar más discos ni actuar de nuevo, retirándose de la carrera musical y dedicándose enteramente a la de escritor.
En marzo de 2013 salió el documental La mia Thule que mostraba, a través de imágenes y entrevistas inéditas, las fases de grabación del disco "L'Ultima Thule". También este DVD fue un éxito de ventas, llegando a ser el sexto DVD musical más vendido en Italia en 2013 en la clasificación de la FIMI.
En 2015 Guccini volvió a cantar como invitado la canción Le storie che non conosci, de Samuel Bersani y Pacífico, canción con fines benéficos para la Fundación Lia, para financiar laboratorios de lectura para niños ciegos y con problemas visuales de Bolonia. También en 2015, el Club Tenco decidió dedicar al cantautor modenés el Premio Tenco. El 27 de noviembre salió una nueva antología de canciones en dos versiones diferentes titulada Se io avessi previsto tutto questo. La strada, gli amici, le canzoni. La primera versión era la edición Deluxe y contaba con cinco CD mientras que la segunda era la edición Súper Deluxe y contaba con diez CD y un libro sobre el cantautor.
En noviembre de 2017 salió un nuevo proyecto discográfico titulado L'Ostaria delle dame con tres conciertos del cantautor realizados en los años 80 en la taberna de las Damas, histórico local de Bolonia fundado en 1970 por Guccini y el sacerdote dominicano Michele Casali. El álbum se vendía junto a un libro de 80 páginas con fotos y testimonios de todos los protagonistas de la época.

## La poética
La poética de Guccini, apreciada a día de hoy incluso por célebres literatos, se extendía a lo largo de una enorme carrera musical dentro de la cual se percibían algunas características comunes. Guccini hacía uso de diversos registros lingüísticos, del más elevado al más popular; encontrándose en sus letras desde citas de los grandes autores a conclusiones morales y tocando una amplia variedad de temas. Profundizando en las letras, es posible rescatar la base de su pensamiento: el uso de diferentes planos de lectura, el existencialismo, el tono metafísico y los retratos de eventos y personajes.

## Guccini y la política
De su conocida cercanía a la izquierda se ha hablado en muchas ocasiones de forma más o menos crítica. El mismo Guccini expresó en su canción L'avvelenata la relación entre sus canciones y la acción política.

Però non ho mai detto che a canzoni si fan rivoluzioni, si possa far poesia (Sin embargo, nunca he dicho que de las canciones se hagan revoluciones, se pueda hacer poesía)
de L'avvelenata

Si bien es cierto que algunas de sus composiciones tienen un fuerte componente social, no es menos cierto que gran parte de su éxito deriva del elevadísimo valor artístico y literario de sus letras. En cualquier caso, un personaje como Guccini es difícilmente situable en un determinado marco político: él mismo, igual que su amigo Fabrizio De André se autodefinió como anarquista pero también como socialista de corte liberal y aseguró haber votado al PRI y al PSI y, posteriormente, por el Pds y por Ds. A menudo se le ha situado en el "área moderada del centro-izquierda".
En otoño de 2011 en las primarias para el ayuntamiento de Porreta Terme, el cantautor se posicionó a favor de Sinistra Ecologia e Libertà lo que se ha interpretado como un acercamiento al movimiento político dirigido por Nichi Vendola. Respecto a sus letras, destaca el pensamiento político en La locomotiva (una narración histórica), Primavera di Praga (una crítica a la ocupación soviética de Checoslovaquia), Piccola storia ignobile (canción a favor de la ley del aborto); Nostra signora dell'ipocrisa; Canzone per Silvia (dedicada a Silvia Baraldini) Don Chisciotte; Stagioni y Canzone per il Che (dedicadas al Che Guevara), Piazza Alimonda (dedicada a la Contracumbre del G8 en Génova), Il testamento di un Pagliaccio y Su in collina (dedicada a los partisanos).

## Guccini y la escritura

### Guccini y los libros
En sus casi veinte años como escritor publicó diversos libros tanto de no ficción como de narrativa, interesándose por temáticas variadas, entre las cuales se encontraba el derecho civil (como el caso de Silvia Baraldini), y colaborando también con otros autores. Guccini se dedicó a la escritura en todas sus formas, con incursiones en el género negro (con Loriano Macchiavelli creó al personaje Benedetto Santovito) y una trilogía de escritos autobiográficos, donde se revelaban sus conocimientos de etimología, glotología y lexicografía.
Cròniche epafàniche, publicado por Feltrinelli en 1989, fue su primera novela y una de sus obras de mayor éxito. A pesar de no presentarse como una biografía de Guccini, el libro era autobiográfico al narrar vivencias de su pasado en Pàvana, símbolo de su infancia. Guccini buscaba mitificar cada recuerdo, convirtiéndolo en una narración única y atractiva; del mismo modo que hacía con las historias que le contaban los ancianos de los Apeninos. Los resultados de esta "precisión filológica" han sido muy apreciados por la crítica.
Sus dos siguientes novelas, Vacca d'un cane y Cittanova blues, que de la misma manera fueron best sellers; tenían también diversos contenidos autobiográficos. Así, Cròniche epafàniche narraba su infancia y su vida en Pávana y Vacca d'un cane narraba el periodo sucesivo, el de su adolescencia en Módena (ciudad de la que estaba profundamente enamorado) donde descubrió no ser "uno más". Allí adquirió conciencia de que el provincialismo de su ciudad natal, masacrada en la guerra, había sido un obstáculo en su crecimiento intelectual. De hecho, se mudó rápidamente a Bolonia lo que representó su descubrimiento del mundo, el "sueño americano". Precisamente este último capítulo era el centro narrativo de Cittanòva Blues, que cerraba la trilogía autobiográfica. En 1998, publicó el Dizionario del dialetto di Pàvana; un diccionario dialectal de la ciudad de su infancia donde se puede apreciar su habilidad como dialectólogo y traductor.
Fueron más las obras que vieron luz, fruto de la colaboración con Macchiavelli: Macaroni, Un disco dei Platters, Lo spirito e altri briganti y Tango e gli altri. Estas novelas policiacas, escritas entre ambos, narran principalmente historias del ya mencionado Santovito; que se convirtió en un personaje mítico en Italia en el marco del género. Macchiavelli aportaba los tonos clásicos de la novela negra mientras que la mano de Guccini dejaba huella, sobre todo, en la forma, en la refinada construcción histórica y en las peculiaridades lingüísticas; marcas que le han traído el éxito en el mundo de la narrativa.

### Guccini y el cómic
Guccini se sintió siempre atraído por el arte del cómic, de lo que han dado testimonio incluso alguna de sus letras, además de ser autor, junto a otros dibujantes, como Francesco Rubino o Magnus, de diversos cómics (Vita e morte del brigante Bobini detto "Gnicche" o Lo sconosciuto. Vita e morte... narraba la historia de un bandido de la segunda mitad del XIX, cuyas acciones se desarrollaban en los alrededores de Arezzo y Casentino. Guccini escribió algunas rimas que recitaba un agricultor cantastorie (una figura tradicional italiana similar a los juglares) en dialecto, contando las historias del bandido.
Desde el punto de vista del dibujo, Rubino se inspiró en dibujantes como Gianni de Luca (considerado uno de los grandes dibujantes del cómic italiano) y, en algunas viñetas, se aprecia un poderoso parecido entre el cantastorie y Guccini. El volumen fue publicado en diciembre de 1980, sin haber sido reimprimido desde entonces. En 2008, Massimo Cavezzali realizó una caricatura de Guccini que fue publicada en I maledetti del rock italiano Segni e suoni di strada da Clem sacco ai 99 Posse; dedicado a los renovadores de la música italiana.

## Discografía
Guccini firmó con EMI en 1967, trabajando desde entonces con ella. Esto le convirtió en el artista italiano más veterano de la discográfica y en el segundo de todo el mundo, solo por detrás de Paul McCartney.

### Álbumes de estudio
| - Folk beat n. 1, 1967 - Due anni dopo, 1970 - L'isola non trovata, 1970 - Radici, 1972 - Opera buffa, 1973 - Stanze di vita quotidiana, 1974 - Via Paolo Fabbri 43, 1976 - Amerigo, 1978 - Metropolis, 1981 - Guccini, 1983 - Signora Bovary, 1987 | - Quello che non..., 1990 - Parnassius Guccinii, 1993 - D'amore di morte e di altre sciocchezze, 1996 - Stagioni, 2000 - Ritratti, 2004 - Sette veli intorno al re, 2004 álbum para niños (con Franco Battiato y Francesco De Gregori) - L'ultima thule 2012 |

### Álbumes en directo
| - Álbum concerto, 1979 (con Nomadi) - Fra la via Emilia e il west, 1984 - ...quasi come Dumas..., 1989 - Guccini live collection, 1998 | - Guccini live @ RTSI, 2001 - Anfiteatro live 2005 - L'Ostaria delle Dame 2017 |

### Discos de recopilación
- Guccini Platinum Collection 2006
- Storia d'altri storie 2010
- Se io avessi previsto tutto questo. La strada, gli amici, le canzoni 2015

### Colaboraciones
- Tributo ad Augusto, 1995

## Guccini y el cine
La actividad de Guccini en el cine, como actor y autor de bandas sonoras, comenzó en 1976 y, aunque no fue particularmente intensa, sí ha sido constante; incrementándose, de hecho, en la primera época del siglo XXI. Su primera aparición como actor fue en Bologna. Fantasia, ma non troppo, per violino de Mingozzi. Fue una apuesta de la serie Raccontare la ciudad dedicada a Bolonia e interpretaba al poeta cantante Giulio Cesare Croce que, en la trama, revivía los acontecimientos de la ciudad; acompañando este recorrido con canciones originales de Croce. Otros intérpretes fueron Claudio Cassinelli y Piera Degli Esposti que tenían papeles de personajes históricos del lugar.
También participó en la película de Paolo Pietrangeli I giorni cantati (1979); en la que aparece actuando como sí mismo tocando su canción Eskimo y en la de Umberto Angelucci y Stefano Benni, Musica per vecchi animali (1989). Posteriormente, haría lo propio en Radiofreccia (1998), Ormai è fatta, Ti amo in tutte le lingue del mondo, Una oglie bellissima y en Io & Marilyn, todas dirigidas por Leonardo Pieraccioni. Además, en 2006, rodó Ignazio a las órdenes del anteriormente mencionado Pietrangeli.
Se incluyó su canción Acque en la banda sonora de Nero (1992) de Giancarlo Soldi y escribió la de Nené (1977).

## Filmografía
Desde los años setenta del siglo XX, Guccini ha participado en las siguientes películas:
- (1976) Fantasia, ma non troppo, per violino
- (1979) I giorni cantati
- (1987) Le lunghe ombre
- (1989) Musica per vecchi animali
- (1998) Radiofreccia (film)
- (1999) Ormai è fatta!
- (2005) Ti amo in tutte le lingue del mondo
- (2007) Una moglie bellissima
- (2009 )Io & Marilyn
- (2012) Il risveglio del fiume segreto

## Reconocimientos y premios
A lo largo de su trayectoria, han sido numerosos los premios que Guccini ha recibido:
- Del Club Tenco:
  - 1975- Premio Tenco por su carrera (junto a otros como Fabrizio De André o Enzo Jannacci)
  - 1987- Placa Tenco por la canción Scirocco
  - 1990- Placa Tenco por la canción La canzone delle domande consuete
  - 1994- Placa Tenco por el álbum Parnassius Guccini
  - 2000- Placa Tenco por la canción Ho ancora la forza
- En 1992 recibe el Premio Librex Montale por Canzone delle domande consuete.[186]
- De 1992 a 1997 fue presidente del jurado que otorgaba el premio literario Ghostbusters.[187]
- En 1992, un entomólogo descubrirá una especie de mariposa desconocida de los Apeninos y la llamará Parnassius mnemosyne guccinii.
- En 1997, Guccini y Macchiavelli recibirán el premio literario Alassio por Macaronì. Romanzo di santi e delinquenti.
- En 1995 recibe el premio Tributo ad Augusto Daolio por su participación en el álbum benéfico homónimo.
- En 1998 Guccini y Macchiavelli ganaron la edición anual del Police Film Festival, también con Macaronì: romanzo di santi e delinquenti.
- En 1997, el asteroide (39748) Guccini fue nombrado en su honor.[188]
- En el 2000, alcanzó el éxito la obra de teatro Via Paolo Fabbri 43, dedicada a Guccini.[189]
- En 2001, su relato La cena fue incluido en una antología de Relatos Italianos del siglo XX.[190][191]
- En otoño de 2003, Carpi, una localidad de la provincia de Módena, dedicó la muestra Stagio di vita quotidiana a Guccini por sus cuarenta años de trayectoria.[192]
- En 2005 recibió el premio Giuseppe Giacosa[193]
- En 2006, ganó el Premio Ciudad de San Lazzaro, y por tanto el reconocimiento del comune como "miembro de la comunidad local".[194]
- Ha sido nombrado Ciudadano de Honor de Porretta Terme, Bolonia, Bra y Sanremo.[195]
- En marzo de 2007 recibió el Rizo de Plata de Catanzaro al mejor disco en directo.[196]
- En junio de 2007 es premiado, junto a Loriano Macchiavelli, por su novela "Tango e gli altri-romanzo di una raffica, anzi tre".[197]
- En diciembre de 2007 ganaron el Premio Scerbanenco, también con "Tango e gli altri. Romanzo di una raffica, anzi tre".[198]
- En marzo de 2008 recibió el premio Ceppo Cultura del Verde.[199]
- En octubre de 2008 recibió el premio Arturo Loria por su libro de relatos Icaro.[200]
- En 2013 recibió el Premio Amnesty Italia junto a Enzo Avitabile.[201]